# Tenuipalpus portulacae
Tenuipalpus portulacae är en spindeldjursart som beskrevs av Parsi, Khosrowshahi och Farid 1990. Tenuipalpus portulacae ingår i släktet Tenuipalpus och familjen Tenuipalpidae. Inga underarter finns listade i Catalogue of Life.